# Zubin Varla
Zubin Varla (* 1970 in London) ist ein britischer Schauspieler und Sänger. Er ist Absolvent der Londoner Guildhall School of Music & Drama.

## Leben
Einem breiteren Publikum wurde Varla durch die Rolle des Judas Iskariot bekannt, in der im Jahr 1996 umgesetzten Neuinszenierung des Musicals Jesus Christ Superstar. Die Aufzeichnung der im Londoner Lyceum Theatre inszenierten Aufführung wurde auch als Musik-CD herausgebracht. 
Nach Jesus Christ Superstar trat er in verschiedenen Produktionen des Londoner West Ends auf, etwa in Cyrano de Bergerac oder Julius Caesar. 
Im Jahr 2001 spielte er in dem von Salman Rushdie geschriebenen Stück Mitternachtskinder die Rolle des Saleem Sinai. Es war die erste Bühnenfassung des Werks und wurde in England und den USA aufgeführt.
In der dänischen Tour des Musicals Chess im Jahr 2001 trat er als  Frederick Trumper auf. Auch diese Inszenierung wurde aufgezeichnet und als Musik-CD herausgebracht. 
Es folgten Rollen u. a. im Jahr 2008 als Daniel Doyce in der BBC Fernsehproduktion Little Dorrit nach Charles Dickens.

## Filmografie (Auswahl)
- 1994: Die Bibel – Jakob (Jacob)
- 2000: The Bill (Fernsehserie, 1 Folge)
- 2004: Spooks – Im Visier des MI5 (Spooks, Fernsehserie, 1 Folge)
- 2006: Gerichtsmediziner Dr. Leo Dalton (Silent Witness, Fernsehserie, 2 Folgen)
- 2010: Hustle – Unehrlich währt am längsten (Hustle, Fernsehserie, 1 Folge)
- 2013, 2014: Eine Frau an der Front (Our Girl, Fernsehserie, 5 Folgen)
- 2013: Strike Back (Fernsehserie, 10 Folgen)
- 2017: Will (Fernsehserie, 4 Folgen)
- 2018, 2019: Deep State (Fernsehserie, 6 Folgen)
- 2022: Andor (Fernsehserie, 2 Folgen)